# Thierry Uvenard
Thierry Uvenard, né le 24 mars 1964 au Havre, est un footballeur professionnel français, devenu entraîneur.

## Biographie
Originaire du quartier de Soquence au Havre, il arrive au HAC à l'âge de 14 ans et y fait toute sa formation. Il effectue toute sa carrière au sein du club normand au poste d'attaquant puis de défenseur.
Il entraîne ensuite le club d'avril 2005 à mai 2007 avant d'être remplacé par Jean-Marc Nobilo. Lors de la saison 2007-2008 il est chargé d'un audit auprès du président Jean-Pierre Louvel.
Il est surnommé Raisin par les supporters havrais pour sa capacité à ne rien lâcher et à être toujours à 100 % sur le terrain[réf. nécessaire].
Thierry a gardé l'amour de l'effort physique et pratique aujourd'hui la course à pied, il a participé à plusieurs marathons et a effectué un 24h en juin 2008 où il a couru 165 km.
Le 30 mai 2008 il est nommé entraineur adjoint d'Alain Casanova au Toulouse Football Club.
Le 13 juin 2016, lors d'une conférence de presse au Racing Club de Lens, l'entraîneur du club Alain Casanova le nomme entraîneur adjoint pour deux ans aux côtés de Jean-Claude Nadon lui nommé entraîneur des gardiens.
Le 19 décembre 2020, le HAC annonce sa séparation avec Thierry Uvenard, après une première partie de saison terminée à la dernière place de D1.
De 2021 à 2023, il est l'entraîneur de l'équipe féminine d'Evian.

## Palmarès
- Champion de France de D2 en 1991.

## Statistiques

### Joueur
| Saison      | Club        | Pays   | Championnat    | Matchs | Buts |
| ----------- | ----------- | ------ | -------------- | ------ | ---- |
| 1987 - 1988 | Le Havre AC | France | Division 1     | 35     | 5    |
| 1988 - 1989 | Le Havre AC | France | Division 2 - B | 29     | 4    |
| 1989 - 1990 | Le Havre AC | France | Division 2 - B | 17     | 0    |
| 1990 - 1991 | Le Havre AC | France | Division 2 - B | 24     | 0    |
| 1991 - 1992 | Le Havre AC | France | Division 1     | 31     | 2    |
| 1992 - 1993 | Le Havre AC | France | Division 1     | 27     | 0    |
| 1993 - 1994 | Le Havre AC | France | Division 1     | 11     | 0    |
| 1994 - 1995 | Le Havre AC | France | Division 1     | 8      | 0    |
| 1995 - 1996 | Le Havre AC | France | Division 1     | 22     | 1    |
| 1996 - 1997 | Le Havre AC | France | Division 1     | 12     | 0    |
| 1997 - 1998 | Le Havre AC | France | Division 1     | 0      | 0    |

### Entraîneur
| Saison    | Club            | Championnat | Championnat | Championnat | Championnat | Championnat | Coupe nationale | Coupe nationale | Coupe nationale | Coupe nationale | Barrages | Barrages | Barrages | Barrages | Total  | Total | Total | Total | % Victoires |
| Saison    | Club            | Division    | Matchs      | V           | N           | D           | Matchs          | V               | N               | D               | Matchs   | V        | N        | D        | Matchs | V     | N     | D     | % Victoires |
| --------- | --------------- | ----------- | ----------- | ----------- | ----------- | ----------- | --------------- | --------------- | --------------- | --------------- | -------- | -------- | -------- | -------- | ------ | ----- | ----- | ----- | ----------- |
| 2017-2018 | Le Havre AC (F) | Régional 1  | 22          | 21          | 1           | 0           | 8               | 7               | 0               | 1               | 4        | 3        | 1        | 0        | 34     | 31    | 2     | 1     | 91,18 %     |
| 2018-2019 | Le Havre AC (F) | Division 2  | 22          | 13          | 4           | 5           | 4               | 3               | 0               | 1               | -        | -        | -        | -        | 26     | 16    | 4     | 6     | 61,54 %     |
| 2019-2020 | Le Havre AC (F) | Division 2  | 16          | 13          | 1           | 2           | 3               | 2               | 0               | 1               | -        | -        | -        | -        | 19     | 15    | 1     | 3     | 78,95 %     |
| 2020-2021 | Le Havre AC (F) | Division 1  | 11          | 1           | 1           | 9           | -               | -               | -               | -               | -        | -        | -        | -        | 11     | 1     | 1     | 9     | 9,09 %      |
| 2017-2020 | Total Le Havre  | —           | 71          | 48          | 7           | 16          | 15              | 12              | 0               | 3               | 4        | 3        | 1        | 0        | 90     | 63    | 8     | 19    | 70 %        |